# Fulvia Plautilla

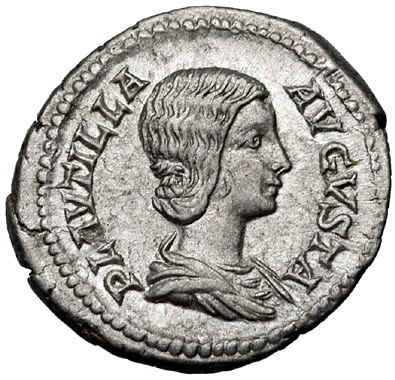
Fulvia Plautilla på en denarius.

Fulvia Plautilla, Publia Fulvia Plautilla, eller Plautilla, född cirka 185–189, död år 212, var en romersk kejsarinna, gift med kejsar Caracalla.
Hon var syster till Gaius Fulvius Plautius Hortensianus, dotter till Hortensia och Gaius Fulvius Plautianus, som var konsul och befäl vid Praetoriangardet och medlem av en av Roms förnämsta familjer, Fulvius. 
Plautilla utvaldes av sin fars kusin, kejsar Septimius Severus, att gifta sig med hans son, hennes syssling Caracalla. Äktenskapet var olyckligt och Plautilla beskrivs som slösaktig. 
Efter hennes fars avrättning år 205 förvisades hon av Caracalla med deras dotter till först Sicilien och sedan Lipari. Efter hennes svärfars död år 211 lät maken avrätta henne och dottern.